# Scaeva nanjingensis
Scaeva nanjingensis är en tvåvingeart som beskrevs av He och Chu 1992. Scaeva nanjingensis ingår i släktet glasvingeblomflugor, och familjen blomflugor. Inga underarter finns listade i Catalogue of Life.